# Campeonato Europeu de Esportes Aquáticos de 2022
O Campeonato Europeu de Esportes Aquáticos de 2022 foi a 36ª edição do evento organizado pela Liga Europeia de Natação (LEN). A competição foi realizada entre os dias 11 a 21 de agosto de 2022, no Foro Italico, em Roma na Itália. O evento contou com 77 provas com num total de 51 nacionalidades.

## Local do evento
Foram realizadas as competições de natação, natação artística, salto ornamental, Salto em grandes alturas e natação de águas abertas. Os primeiros quatro modalidades tiveram como sede o Foro Italico e as competições de águas abertas foram realizadas em Óstia.

## Calendário
As provas foram distribuídas da seguinte forma. 
| ● | Cerimónia de abertura | 1 | Finais | ● | Cerimónia de enceramento |

| Agosto de 2022           | 11 qui | 12 sex | 13 sáb | 14 dom | 15 seg | 16 ter | 17 qua | 18 qui | 19 sex | 20 sáb | 21 dom | Finais por desporto |
| ------------------------ | ------ | ------ | ------ | ------ | ------ | ------ | ------ | ------ | ------ | ------ | ------ | ------------------- |
| Cerimónias               | ●      |        |        |        |        |        |        |        |        |        | ●      |                     |
| Saltos ornamentais       |        |        |        |        | 1      | 2      | 2      | 2      | 2      | 2      | 2      | 13                  |
| Natação de águas abertas |        |        |        |        |        |        |        |        |        | 2      | 3      | 5                   |
| Natação                  | 3      | 6      | 7      | 5      | 6      | 7      | 9      |        |        |        |        | 43                  |
| Natação artística        | 1      | 3      | 2      | 3      | 3      |        |        |        |        |        |        | 12                  |
| Salto em grandes alturas |        |        |        |        |        |        |        |        | 1      | 1      |        | 2                   |
| Finais por dia           | 4      | 9      | 9      | 8      | 10     | 9      | 11     | 2      | 3      | 5      | 5      | 75                  |

## Medalhistas

### Natação
Os resultados foram os seguintes.
Masculino
| Evento                   | Ouro | Ouro        | Prata | Prata    | Bronze | Bronze     |
| 50 m Livre detalhes      | Ben Proud · Reino Unido | 21.58       | Leonardo Deplano · Itália | 21.60    | Kristian Gkolomeev · Grécia | 21.75      |
| 100 m Livre detalhes     | David Popovici · Roménia | 46.86       | Kristóf Milák · Hungria | 47.47    | Alessandro Miressi · Itália | 47.63      |
| 200 m Livre detalhes     | David Popovici · Roménia | 1:42.97 WJ, | Antonio Djakovic · Suíça | 1:45.60  | Felix Auböck · Áustria | 1:45.89    |
| 400 m Livre detalhes     | Lukas Märtens · Alemanha | 3:42.50     | Antonio Djakovic · Suíça | 3:43.93  | Henning Mühlleitner · Alemanha | 3:44.53    |
| 800 m Livre detalhes     | Gregorio Paltrinieri · Itália | 7:40.86     | Lukas Märtens · Alemanha | 7:42.65  | Lorenzo Galossi · Itália | 7:43.37 WJ |
| 1500 m Livre detalhes    | Mykhailo Romanchuk · Ucrânia | 14:36.10    | Gregorio Paltrinieri · Itália | 14:39.79 | Damien Joly · França | 14:50.36   |
| 50 m Costas detalhes     | Apostolos Christou · Grécia | 24.36       | Thomas Ceccon · Itália | 24.40    | Ole Braunschweig · Alemanha | 24.68      |
| 100 m Costas detalhes    | Thomas Ceccon · Itália | 52.21       | Apostolos Christou · Grécia | 52.24    | Yohann Ndoye-Brouard · França | 52.92      |
| 200 m Costas detalhes    | Yohann Ndoye-Brouard · França | 1:55.62     | Benedek Kovács · Hungria | 1:56.03  | Luke Greenbank · Reino Unido | 1:56.15    |
| 50 m Peito detalhes      | Nicolò Martinenghi · Itália | 26.33       | Simone Cerasuolo · Itália | 26.95    | Lucas Matzerath · Alemanha | 27.11      |
| 100 m Peito detalhes     | Nicolò Martinenghi · Itália | 58.26       | Federico Poggio · Itália | 58.98    | Andrius Šidlauskas · Lituânia | 59.50      |
| 200 m Peito detalhes     | James Wilby · Reino Unido | 2:08.96     | Matti Mattsson · Finlândia | 2:09.40  | Luca Pizzini · Itália | 2:09.97    |
| 50 m Borboleta detalhes  | Thomas Ceccon · Itália | 22.89       | Maxime Grousset · França | 22.97    | Diogo Ribeiro · Portugal | 23.07      |
| 100 m Borboleta detalhes | Kristóf Milák · Hungria | 50.33       | Noè Ponti · Suíça | 50.87    | Jakub Majerski · Polónia | 51.22      |
| 200 m Borboleta detalhes | Kristóf Milák · Hungria | 1:52.01     | Richárd Márton · Hungria | 1:54.78  | Alberto Razzetti · Itália | 1:55.01    |
| 200 m Medley detalhes    | Hubert Kós · Hungria | 1:57.22     | Alberto Razzetti · Itália | 1:57.82  | Gabriel Lopes · Portugal | 1:58.34    |
| 400 m Medley detalhes    | Alberto Razzetti · Itália | 4:10.60     | Dávid Verrasztó · Hungria | 4:12.58  | Pier Andrea Matteazzi · Itália | 4:13.29    |
| 4x100 m Livre detalhes   | Itália · Alessandro Miressi (47.76) · Thomas Ceccon (47.88) · Lorenzo Zazzeri (47.60) · Manuel Frigo (47.26) · Alessandro Bori[a] · Leonardo Deplano[a] · Filippo Megli[a]                            | 3:10.50     | Hungria · Nándor Németh (47.86) · Szebasztián Szabó (48.42) · Dániel Mészáros (48.91) · Kristóf Milák (47.24)                                               | 3:12.43  | Reino Unido · Jacob Whittle (48.72) · Matthew Richards (47.88) · Thomas Dean (47.74) · Edward Mildred (48.36)                       | 3:12.70    |
| 4x200 m Livre detalhes   | Hungria · Nándor Németh (1:46.28) · Richárd Márton (1:47.01) · Balázs Holló (1:47.67) · Kristóf Milák (1:44.42) · Dániel Mészáros [a]                                                                 | 7:05.38     | Itália · Marco De Tullio (1:46.47) · Lorenzo Galossi (1:47.91) · Gabriele Detti (1:46.51) · Stefano Di Cola (1:45.36) · Matteo Ciampi[a] · Filippo Megli[a] | 7:06.25  | França · Hadrien Salvan (1:46.50) · Wissam-Amazigh Yebba (1:45.92) · Enzo Tesic (1:47.51) · Roman Fuchs (1:47.04) · Mewen Tomac [a] | 7:06.97    |
| 4x100 m Medley detalhes  | Itália · Thomas Ceccon (52.82) · Nicolò Martinenghi (57.72) · Matteo Rivolta (50.75) · Alessandro Miressi (47.17) · Michele Lamberti[a] · Federico Poggio[a] · Federico Burdisso[a] · Manuel Frigo[a] | 3:28.46     | França · Yohann Ndoye-Brouard (53.06) · Antoine Viquerat (1:00.48) · Clément Secchi (51.53) · Maxime Grousset (47.43) · Mewen Tomac[a] · Charles Rihoux[a]  | 3:32.50  | Áustria · Bernhard Reitshammer (54.68) · Valentin Bayer (59.54) · Simon Bucher (50.97) · Heiko Gigler (48.09)                       | 3:33.28    |

a  Nadadores que participaram apenas das baterias e receberam medalhas.
Feminino
| Evento                   | Ouro | Ouro     | Prata | Prata    | Bronze | Bronze   |
| 50 m Livre detalhes      | Sarah Sjöström · Suécia | 23.91    | Katarzyna Wasick · Polónia | 24.20    | Valerie van Roon · Países Baixos | 24.64    |
| 100 m Livre detalhes     | Marrit Steenbergen · Países Baixos | 53.24    | Charlotte Bonnet · França | 53.62    | Freya Anderson · Reino Unido | 53.63    |
| 200 m Livre detalhes     | Marrit Steenbergen · Países Baixos | 1:56.36  | Freya Anderson · Reino Unido | 1:56.52  | Isabel Marie Gose · Alemanha | 1:57.09  |
| 400 m Livre detalhes     | Isabel Marie Gose · Alemanha | 4:04.13  | Simona Quadarella · Itália | 4:04.77  | Ajna Késely · Hungria | 4:08.00  |
| 800 m Livre detalhes     | Simona Quadarella · Itália | 8:20.54  | Isabel Marie Gose · Alemanha | 8:22.01  | Merve Tuncel · Turquia | 8:24.33  |
| 1500 m Livre detalhes    | Simona Quadarella · Itália | 15:54.15 | Viktória Mihályvári-Farkas · Hungria | 16:02.15 | Martina Caramignoli · Itália | 16:12.39 |
| 50 m Costas detalhes     | Analia Pigrée · França | 27.27    | Silvia Scalia · Itália | 27.53    | Maaike de Waard · Países Baixos | 27.54    |
| 100 m Costas detalhes    | Margherita Panziera · Itália | 59.40    | Medi Harris · Reino Unido | 59.46    | Kira Toussaint · Países Baixos | 59.53    |
| 200 m Costas detalhes    | Margherita Panziera · Itália | 2:07.13  | Katie Shanahan · Reino Unido | 2:09.26  | Dóra Molnár · Hungria | 2:09.73  |
| 50 m Peito detalhes      | Rūta Meilutytė · Lituânia | 29.59    | Benedetta Pilato · Itália | 29.71    | Imogen Clark · Reino Unido | 30.31    |
| 100 m Peito detalhes     | Benedetta Pilato · Itália | 1:05.97  | Lisa Angiolini · Itália | 1:06.34  | Rūta Meilutytė · Lituânia | 1:06.50  |
| 200 m Peito detalhes     | Lisa Mamié · Suíça | 2:23.27  | Martina Carraro · Itália | 2:23.64  | Kotryna Teterevkova · Lituânia | 2:24.16  |
| 50 m Borboleta detalhes  | Sarah Sjöström · Suécia | 24.96    | Marie Wattel · França | 25.33    | Maaike de Waard · Países Baixos | 25.62    |
| 100 m Borboleta detalhes | Louise Hansson · Suécia | 56.66    | Marie Wattel · França | 56.80    | Lana Pudar · Bósnia e Herzegovina | 57.27    |
| 200 m Borboleta detalhes | Lana Pudar · Bósnia e Herzegovina | 2:06.81  | Helena Rosendahl Bach · Dinamarca | 2:07.30  | Ilaria Cusinato · Itália | 2:07.77  |
| 200 m Medley detalhes    | Anastasia Gorbenko · Israel | 2:10.92  | Marrit Steenbergen · Países Baixos | 2:11.14  | Sara Franceschi · Itália | 2:11.38  |
| 400 m Medley detalhes    | Viktória Mihályvári-Farkas · Hungria | 4:37.56  | Zsuzsanna Jakabos · Hungria | 4:39.79  | Freya Colbert · Reino Unido | 4:40.06  |
| 4x100 m Livre detalhes   | Reino Unido · Lucy Hope (54.88) · Anna Hopkin (53.44) · Medi Harris (54.61) · Freya Anderson (53.54)                                               | 3:36.47  | Suécia · Sarah Sjöström (53.12) · Louise Hansson (54.21) · Sara Junevik (55.12) · Sofia Åstedt (54.84)                                                     | 3:37.29  | Países Baixos · Kim Busch (55.21) · Tessa Giele (54.60) · Valerie van Roon (54.76) · Marrit Steenbergen (53.02)                                                 | 3:37.59  |
| 4x200 m Livre detalhes   | Países Baixos · Imani de Jong (1:58.97) · Silke Holkenborg (1:58.92) · Janna van Kooten (1:59.92) · Marrit Steenbergen (1:56.26) · Lotte Hosper[b] | 7:54.07  | Reino Unido · Freya Colbert (1:58.72) · Lucy Hope (1:58.98) · Medi Harris (2:00.01) · Freya Anderson (1:57.02) · Tamryn van Selm[b] · Holly Hibbott[b]     | 7:54.73  | Hungria · Nikolett Pádár (1:58.52) · Katinka Hosszú (2:00.62) · Ajna Késely (1:59.43) · Lilla Minna Ábrahám (1:57.16) · Zsuzsanna Jakabos[b] · Dóra Molnár[b]   | 7:55.73  |
| 4x100 m Medley detalhes  | Suécia · Hanna Rosvall (1:00.66) · Sophie Hansson (1:06.26) · Louise Hansson (56.29) · Sarah Sjöström (52.04)                                      | 3:55.25  | França · Pauline Mahieu (1:00.17) · Charlotte Bonnet (1:06.49) · Marie Wattel (56.09) · Béryl Gastaldello (53.61) · Emma Terebo[b] · Adèle Blanchetière[b] | 3:56.36  | Países Baixos · Kira Toussaint (1:00.29) · Tes Schouten (1:06.75) · Maaike de Waard (57.74) · Marrit Steenbergen (52.23) · Tessa Giele[b] · Valerie van Roon[b] | 3:57.01  |

b  Nadadores que participaram apenas das baterias e receberam medalhas.
Equipe mista
| Evento                  | Ouro | Ouro    | Prata | Prata   | Bronze | Bronze  |
| 4x100 m Livre detalhes  | França · Maxime Grousset (48.02) · Charles Rihoux (48.39) · Charlotte Bonnet (53.34) · Marie Wattel (53.05) · Hadrien Salvan[c] · Lucile Tessariol[c] · Béryl Gastaldello[c] | 3:22.80 | Reino Unido · Thomas Dean (48.46) · Matthew Richards (48.19) · Anna Hopkin (53.62) · Freya Anderson (53.03) · Edward Mildred[c] · Jacob Whittle[c] · Lucy Hope[c]                                     | 3:23.30 | Suécia · Björn Seeliger (48.09) · Robin Hanson (48.91) · Sarah Sjöström (52.68) · Louise Hansson (53.72) · Sofia Åstedt[c]                                                     | 3:23.40 |
| 4x200 m Livre detalhes  | Reino Unido · Thomas Dean (1:46.15) · Matthew Richards (1:46.91) · Freya Colbert (1:57.29) · Freya Anderson (1:57.81) · Kieran Bird[c] · Jacob Whittle[c] · Lucy Hope[c]     | 7:28.16 | França · Hadrien Salvan (1:47.63) · Wissam-Amazigh Yebba (1:46.53) · Charlotte Bonnet (1:56.39) · Lucile Tessariol (1:58.70) · Roman Fuchs[c] · Giulia Rossi-Bene[c]                                  | 7:29.25 | Itália · Stefano Di Cola (1:47.00) · Matteo Ciampi (1:47.69) · Alice Mizzau (1:58.73) · Antonietta Cesarano (1:58.43) · Filippo Megli[c] · Noemi Cesarano[c] · Linda Caponi[c] | 7:31.85 |
| 4x100 m Medley detalhes | Países Baixos · Kira Toussaint (59.49) · Arno Kamminga (59.19) · Nyls Korstanje (50.72) · Marrit Steenbergen (52.33) · Tessa Giele[c]                                        | 3:41.73 | Itália · Thomas Ceccon (52.82) · Nicolò Martinenghi (58.13) · Elena Di Liddo (58.49) · Silvia Di Pietro (54.17) · Michele Lamberti[c] · Francesca Fangio[c] · Ilaria Bianchi[c] · Leonardo Deplano[c] | 3:43.61 | Reino Unido · Medi Harris (1:00.20) · James Wilby (59.31) · Jacob Peters (51.84) · Anna Hopkin (53.34) · Lauren Cox[c] · Greg Butler[c]                                        | 3:44.69 |

c  Nadadores que participaram apenas das baterias e receberam medalhas.

### Natação artística
Os resultados foram os seguintes.
Masculino
| Evento                | Ouro                      | Ouro    | Prata                           | Prata   | Bronze                        | Bronze  |
| Solo Livre detalhes   | Giorgio Minisini · Itália | 88.4667 | Fernando Díaz del Río · Espanha | 83.3333 | Quentin Rakotomalala · França | 78.0000 |
| Solo Técnica detalhes | Giorgio Minisini · Itália | 85.7033 | Fernando Díaz del Río · Espanha | 79.4951 | Ivan Martinović · Sérvia      | 58.8834 |

Feminino
| Evento                         | Ouro | Ouro    | Prata | Prata   | Bronze | Bronze  |
| Solo Livre detalhes            | Marta Fiedina · Ucrânia | 94.6333 | Linda Cerruti · Itália | 92.1000 | Vasiliki Alexandri · Áustria | 91.8333 |
| Solo Técnica detalhes          | Marta Fiedina · Ucrânia | 92.6394 | Linda Cerruti · Itália | 90.8839 | Vasiliki Alexandri · Áustria | 90.0156 |
| Dueto Livre detalhes           | Ucrânia · Maryna Aleksiyiva · Vladyslava Aleksiyiva | 94.7333 | Áustria · Anna-Maria Alexandri · Eirini-Marina Alexandri | 93.0000 | Itália · Linda Cerruti · Costanza Ferro | 91.7000 |
| Dueto Técnica detalhes         | Ucrânia · Maryna Aleksiyiva · Vladyslava Aleksiyiva | 92.8538 | Áustria · Anna-Maria Alexandri · Eirini-Marina Alexandri | 91.9852 | Itália · Linda Cerruti · Costanza Ferro | 90.3577 |
| Equipe Livre detalhes          | Ucrânia · Maryna Aleksiyiva · Vladyslava Aleksiyiva · Olesia Derevianchenko · Marta Fiedina · Veronika Hryshko · Anhelina Ovchynnikova · Anastasiia Shmonina · Valeriya Tyshchenko                                        | 95.1000 | Itália · Domiziana Cavanna · Linda Cerruti · Costanza Di Camillo · Costanza Ferro · Gemma Galli · Marta Iacoacci · Enrica Piccoli · Francesca Zunino                               | 92.6667 | França · Ambre Esnault · Laura González · Mayssa Guermoud · Oriane Jaillardon · Maureen Jenkins · Romane Lunel · Eve Planeix · Charlotte Tremble                                                                   | 90.5667 |
| Equipe Técnica detalhes        | Ucrânia · Maryna Aleksiyiva · Vladyslava Aleksiyiva · Olesia Derevianchenko · Marta Fiedina · Veronika Hryshko · Anhelina Ovchynnikova · Anastasiia Shmonina · Valeriya Tyshchenko                                        | 92.5106 | Itália · Domiziana Cavanna · Linda Cerruti · Costanza Di Camillo · Costanza Ferro · Gemma Galli · Marta Iacoacci · Marta Murru · Enrica Piccoli                                    | 90.3772 | França · Ambre Esnault · Laura González · Mayssa Guermoud · Oriane Jaillardon · Maureen Jenkins · Romane Lunel · Eve Planeix · Charlotte Tremble                                                                   | 88.0093 |
| Combinação de Rotinas detalhes | Ucrânia · Maryna Aleksiyiva · Vladyslava Aleksiyiva · Olesia Derevianchenko · Marta Fiedina · Veronika Hryshko · Sofiia Matsiievska · Daria Moshynska · Anhelina Ovchynnikova · Anastasiia Shmonina · Valeriya Tyshchenko | 95.2000 | Itália · Domiziana Cavanna · Linda Cerruti · Costanza Di Camillo · Costanza Ferro · Gemma Galli · Marta Iacoacci · Marta Murru · Enrica Piccoli · Federica Sala · Francesca Zunino | 92.6667 | Grécia · Zoi Agrafioti · Maria Alzigkouzi Kominea · Eleni Fragkaki · Krystalenia Gialama · Zoi Karangelou · Maria Karapanagiotou · Danai Kariori · Ifigeneia Krommydaki · Sofia Malkogeorgou · Andriana Misikevych | 89.4000 |
| Rotina de Destaque detalhes    | Ucrânia · Maryna Aleksiyiva · Vladyslava Aleksiyiva · Olesia Derevianchenko · Marta Fiedina · Veronika Hryshko · Sofiia Matsiievska · Daria Moshynska · Anhelina Ovchynnikova · Anastasiia Shmonina · Valeriya Tyshchenko | 94.0667 | Itália · Domiziana Cavanna · Linda Cerruti · Costanza Di Camillo · Costanza Ferro · Gemma Galli · Marta Iacoacci · Marta Murru · Enrica Piccoli · Federica Sala · Francesca Zunino | 91.7000 | França · Camille Bravard · Manon Disbeaux · Ambre Esnault · Laura González · Mayssa Guermoud · Maureen Jenkins · Romane Lunel · Eve Planeix · Charlotte Tremble · Mathilde Vigneres                                | 89.2000 |

Misto
| Evento                 | Ouro                                          | Ouro    | Prata                             | Prata   | Bronze                                           | Bronze  |
| Dueto Livre detalhes   | Itália · Giorgio Minisini · Lucrezia Ruggiero | 89.7333 | Espanha · Emma García · Pau Ribes | 84.7667 | Eslováquia · Jozef Solymosy · Silvia Solymosyová | 77.0333 |
| Dueto Técnica detalhes | Itália · Giorgio Minisini · Lucrezia Ruggiero | 89.3679 | Espanha · Emma García · Pau Ribes | 83.7548 | Eslováquia · Jozef Solymosy · Silvia Solymosyová | 75.5914 |

### Maratona Aquática
Os resultados foram os seguintes.
Masculino
| Evento         | Ouro                              | Ouro                              | Prata                             | Prata                             | Bronze                            | Bronze                            |
| 5 km detalhes  | Gregorio Paltrinieri · Itália     | 52:13.5                           | Domenico Acerenza · Itália        | 52:14.2                           | Marc-Antoine Olivier · França     | 52:20.8                           |
| 10 km detalhes | Domenico Acerenza · Itália        | 1:50:33.6                         | Marc-Antoine Olivier · França     | 1:50:37.3                         | Logan Fontaine · França           | 1:50:39.1                         |
| 25 km detalhes | Cancelado devido ao clima extremo | Cancelado devido ao clima extremo | Cancelado devido ao clima extremo | Cancelado devido ao clima extremo | Cancelado devido ao clima extremo | Cancelado devido ao clima extremo |

Feminino
| Evento         | Ouro                                  | Ouro                              | Prata                             | Prata                             | Bronze                            | Bronze                            |
| 5 km detalhes  | Sharon van Rouwendaal · Países Baixos | 56:58.7                           | María de Valdés · Espanha         | 57:00.2                           | Giulia Gabbrielleschi · Itália    | 57:00.3                           |
| 10 km detalhes | Leonie Beck · Alemanha                | 2:01:13.4                         | Ginevra Taddeucci · Itália        | 2:01:15.2                         | Angélica André · Portugal         | 2:01:16.4                         |
| 25 km detalhes | Cancelado devido ao clima extremo     | Cancelado devido ao clima extremo | Cancelado devido ao clima extremo | Cancelado devido ao clima extremo | Cancelado devido ao clima extremo | Cancelado devido ao clima extremo |

Equipe mista
| Evento          | Ouro                                                                                  | Ouro    | Prata                                                                   | Prata   | Bronze                                                                    | Bronze    |
| Equipe detalhes | Itália · Rachele Bruni · Ginevra Taddeucci · Gregorio Paltrinieri · Domenico Acerenza | 59:43.1 | Hungria · Réka Rohács · Anna Olasz · Dávid Betlehem · Kristóf Rasovszky | 59:53.9 | França · Madelon Catteau · Aurélie Muller · Axel Reymond · Logan Fontaine | 1:00:08.3 |

### Saltos Ornamentais
Os resultados foram os seguintes.
Masculino
| Evento                                | Ouro                                         | Ouro   | Prata                                       | Prata  | Bronze                                          | Bronze |
| Trampolim 1 m individual detalhes     | Jack Laugher · Reino Unido                   | 413.40 | Lorenzo Marsaglia · Itália                  | 396.25 | Giovanni Tocci · Itália                         | 386.20 |
| Trampolim 3 m individual detalhes     | Lorenzo Marsaglia · Itália                   | 453.85 | Jordan Houlden · Reino Unido                | 428.55 | Giovanni Tocci · Itália                         | 392.70 |
| Trampolim 3 m sincronizado detalhes   | Reino Unido · Anthony Harding · Jack Laugher | 412.83 | Itália · Lorenzo Marsaglia · Giovanni Tocci | 387.51 | Ucrânia · Oleksandr Horshkovozov · Oleh Kolodiy | 384.39 |
| Plataforma 10 m individual detalhes   | Oleksiy Sereda · Ucrânia                     | 493.55 | Noah Williams · Reino Unido                 | 459.00 | Ben Cutmore · Reino Unido                       | 438.35 |
| Plataforma 10 m sincronizado detalhes | Reino Unido · Ben Cutmore · Kyle Kothari     | 390.48 | Ucrânia · Kirill Boliukh · Oleksiy Sereda   | 388.02 | Alemanha · Timo Barthel · Jaden Eikermann       | 369.30 |

Feminino
| Evento                                | Ouro                                                   | Ouro   | Prata                                       | Prata  | Bronze                                     | Bronze |
| Trampolim 1 m individual detalhes     | Elena Bertocchi · Itália                               | 264.25 | Emma Gullstrand · Suécia                    | 259.65 | Chiara Pellacani · Itália                  | 259.05 |
| Trampolim 3 m individual detalhes     | Chiara Pellacani · Itália                              | 318.75 | Michelle Heimberg · Suíça                   | 301.80 | Yasmin Harper · Reino Unido                | 296.20 |
| Trampolim 3 m sincronizado detalhes   | Alemanha · Lena Hentschel · Tina Punzel                | 281.16 | Itália · Elena Bertocchi · Chiara Pellacani | 260.76 | Suécia · Emilia Nilsson · Elna Widerström  | 257.70 |
| Plataforma 10 m individual detalhes   | Andrea Spendolini-Sirieix · Reino Unido                | 333.60 | Sofiya Lyskun · Ucrânia                     | 329.80 | Christina Wassen · Alemanha                | 314.10 |
| Plataforma 10 m sincronizado detalhes | Reino Unido · Andrea Spendolini-Sirieix · Lois Toulson | 303.60 | Ucrânia · Kseniya Baylo · Sofiya Lyskun     | 298.86 | Alemanha · Christina Wassen · Elena Wassen | 289.86 |

Misto
| Evento                                | Ouro                                                                                                | Ouro   | Prata                                                                         | Prata  | Bronze                                                                               | Bronze |
| Trampolim 3 m sincronizado detalhes   | Alemanha · Lou Massenberg · Tina Punzel                                                             | 294.69 | Reino Unido · James Heatly · Grace Reid                                       | 290.76 | Itália · Chiara Pellacani · Matteo Santoro                                           | 283.56 |
| Plataforma 10 m sincronizado detalhes | Reino Unido · Kyle Kothari · Lois Toulson                                                           | 300.78 | Ucrânia · Sofiya Lyskun · Oleksiy Sereda                                      | 298.59 | Itália · Sarah Jodoin Di Maria · Eduard Timbretti Gugiu                              | 290.28 |
| Equipe detalhes                       | Itália · Eduard Timbretti Gugiu · Sarah Jodoin Di Maria · Andreas Sargent Larsen · Chiara Pellacani | 402.55 | Ucrânia · Kseniya Baylo · Kirill Boliukh · Viktoriya Kesar · Danylo Konovalov | 399.05 | Grã-Bretanha · James Heatly · Noah Williams · Andrea Spendolini-Sirieix · Grace Reid | 384.70 |

### Salto em Grandes Alturas
Os resultados foram os seguintes.
| Evento             | Ouro                          | Ouro   | Prata                          | Prata  | Bronze                      | Bronze |
| Masculino detalhes | Constantin Popovici · Roménia | 455.70 | Cătălin Preda · Roménia        | 436.20 | Alessandro De Rose · Itália | 416.45 |
| Feminino detalhes  | Iris Schmidbauer · Alemanha   | 309.30 | Antonina Vyshyvanova · Ucrânia | 295.40 | Elisa Cosetti · Itália      | 284.30 |

## Quadro de medalhas
O quadro de medalhas foi publicado. Duas provas foram canceladas.
| Ordem | País                 | Medalha de ouro | Medalha de prata | Medalha de bronze | Total |
| ----- | -------------------- | --------------- | ---------------- | ----------------- | ----- |
| 1     | Itália               | 24              | 24               | 19                | 67    |
| 2     | Reino Unido          | 10              | 8                | 9                 | 27    |
| 3     | Ucrânia              | 10              | 6                | 1                 | 17    |
| 4     | Alemanha             | 6               | 2                | 7                 | 15    |
| 5     | Hungria              | 5               | 8                | 3                 | 16    |
| 6     | Países Baixos        | 5               | 1                | 6                 | 12    |
| 7     | Suécia               | 4               | 2                | 2                 | 8     |
| 8     | França               | 3               | 8                | 10                | 21    |
| 9     | Roménia              | 3               | 1                | 0                 | 4     |
| 10    | Suíça                | 1               | 4                | 0                 | 5     |
| 11    | Grécia               | 1               | 1                | 2                 | 4     |
| 12    | Lituânia             | 1               | 0                | 3                 | 4     |
| 13    | Bósnia e Herzegovina | 1               | 0                | 1                 | 2     |
| 14    | Israel               | 1               | 0                | 0                 | 1     |
| 15    | Espanha              | 0               | 5                | 0                 | 5     |
| 16    | Áustria              | 0               | 2                | 4                 | 6     |
| 17    | Polónia              | 0               | 1                | 1                 | 2     |
| 18    | Dinamarca            | 0               | 1                | 0                 | 1     |
| 18    | Finlândia            | 0               | 1                | 0                 | 1     |
| 20    | Portugal             | 0               | 0                | 3                 | 3     |
| 21    | Eslováquia           | 0               | 0                | 2                 | 2     |
| 22    | Sérvia               | 0               | 0                | 1                 | 1     |
| 22    | Turquia              | 0               | 0                | 1                 | 1     |
| Total | Total                | 75              | 75               | 75                | 225   |

## Troféus por equipe
Os resultados foram publicados.
| Posição | Equipe        | Pontos |
| ------- | ------------- | ------ |
| 1       | Itália        | 1190   |
| 2       | França        | 641    |
| 3       | Reino Unido   | 622    |
| 4       | Hungria       | 586    |
| 5       | Países Baixos | 504    |
| 6       | Alemanha      | 426    |
| 7       | Polónia       | 406    |
| 8       | Suécia        | 316    |
| 9       | Espanha       | 306    |
| 10      | Suíça         | 235    |

| Posição | Equipe      | Pontos |
| ------- | ----------- | ------ |
| 1       | Itália      | 1504   |
| 2       | Ucrânia     | 1152   |
| 3       | Grécia      | 898    |
| 4       | Reino Unido | 844    |
| 5       | Israel      | 798    |
| 6       | França      | 746    |
| 7       | Sérvia      | 660    |
| 8       | Alemanha    | 603    |
| 9       | Suíça       | 544    |
| 10      | Hungria     | 484    |

| Posição | Equipe        | Pontos |
| ------- | ------------- | ------ |
| 1       | Itália        | 141    |
| 2       | França        | 119    |
| 3       | Alemanha      | 100    |
| 4       | Hungria       | 82     |
| 5       | Espanha       | 71     |
| 6       | Portugal      | 52     |
| 7       | Países Baixos | 36     |
| 8       | Chéquia       | 30     |
| 9       | Israel        | 29     |
| 10      | Grécia        | 13     |

| Posição | Equipe      | Pontos |
| ------- | ----------- | ------ |
| 1       | Reino Unido | 185    |
| 2       | Itália      | 180    |
| 3       | Alemanha    | 140    |
| 4       | Ucrânia     | 124    |
| 5       | Suíça       | 57     |
| 6       | Suécia      | 52     |
| 7       | França      | 38     |
| 8       | Espanha     | 36     |
| 9       | Irlanda     | 20     |
| 10      | Grécia      | 17     |

| \| Posição \| Equipe \| Pontos [14] \| \| ------- \| ------------- \| ----------- \| \| 1 \| Itália \| 29 \| \| 2 \| Roménia \| 24 \| \| 3 \| Alemanha \| 22 \| \| 4 \| Ucrânia \| 19 \| \| 5 \| Espanha \| 15 \| \| 6 \| França \| 9 \| \| 6 \| Reino Unido \| 9 \| \| 8 \| Países Baixos \| 8 \| \| 9 \| Dinamarca \| 7 \| \| 10 \| Chéquia \| 5 \| |               |        |
| Posição | Equipe        | Pontos |
| 1 | Itália        | 29     |
| 2 | Roménia       | 24     |
| 3 | Alemanha      | 22     |
| 4 | Ucrânia       | 19     |
| 5 | Espanha       | 15     |
| 6 | França        | 9      |
| 6 | Reino Unido   | 9      |
| 8 | Países Baixos | 8      |
| 9 | Dinamarca     | 7      |
| 10 | Chéquia       | 5      |

Legenda
| Recorde mundial       | Recorde mundial (World record)               |                       | Recorde africano                      | Recorde africano (African) |                                           | Q | Classificado por posição (Qualified) |
| Recorde do campeonato | Recorde do campeonato (Championship record)  | Recorde da América    | Recorde da América (Americas)         | q                          | Classificado por melhor tempo (Qualified) |   |                                      |
| Melhor marca do ano   | Melhor marca do ano (World leading)          | Recorde asiático      | Recorde asiático (Asian)              | DNS                        | Não largou (Did not start)                |   |                                      |
| Recorde nacional      | Recorde nacional (National record)           | Recorde europeu       | Recorde europeu (European)            | DNF                        | Não terminou (Did not finish)             |   |                                      |
| Recorde pessoal       | Recorde pessoal do atleta (Personal best)    | Recorde da Oceania    | Recorde da Oceania (Oceania)          | DSQ / DQ                   | Desclassificado (Disqualified)            |   |                                      |
| Recorde da temporada  | Recorde da temporada do atleta (Season best) | Recorde sul-americano | Recorde sul-americano (South America) | NM                         | Sem marca (No mark)                       |   |                                      |